# Estació de Nodahanshin
L'estació de Nodahanshin (野田阪神駅, Nodahanshin-eki) és una estació de ferrocarril de termini de la línia Sennichimae del metro d'Osaka. Es troba localitzada al barri de Fukushima del districte homònim a la ciutat d'Osaka, Japó. El codi distintiu de l'estació és el S11.

## Distribució
És una estació subterrània i té dues andanes amb una via cadascuna localitzades al tercer pis soterrani. Els torniquets d'accés es troba localitzat en dos llocs, un que connecta amb l'andana 1 i altre amb la 2. L'entrada nord i sud van ser clausurades el 27 de març de 2020, utilitzant-se només a partir de llavors l'entrada central.

## Ruta
| Metro d'Osaka     |                |
| Termini de línia  |                |
| Línea Sennichimae | Tamagawa (S12) |

## Rodalia
- Seu central del Ferrocarril Elèctric Hanshin.
- Ajuntament del districte de Fukushima.
- Comissaria de Fukushima de la Policia Prefectural d'Osaka.
- Biblioteca municipal de Fukushima.